# Podomyrma carinata
Podomyrma carinata är en myrart som beskrevs av Horace Donisthorpe 1947. Podomyrma carinata ingår i släktet Podomyrma och familjen myror. Inga underarter finns listade i Catalogue of Life.